# Kernavė
Kernavė je bila srednjeveška prestolnica Velikega vojvodstva Litve, danes pa je turistična znamenitost in arheološko najdišče (prebivalstvo 272, 2011). Leži v okrožju Širvintos na jugovzhodu Litve. Leta 1989 je bil v kraju ustanovljen litovski državni kulturni rezervat. Leta 2004 je bilo arheološko najdišče Kernavė uvrščeno na Unescov seznam svetovne dediščine.

## Zemljepis
Kernavė je mestece v jugovzhodnem delu Litve v okrožju Širvintos, na terasi nad desnem bregom reke Neris. Kraj je oddaljen 21 km je od Širvintosa in 35 km od Vilne. V Kernavė se lahko pride iz Vilne tudi po reki Neris. Kraj je poznan tudi pod imeni Kernavos, Kernovo, Kiernowo, Kiernów (poljščina) in Kernuvke (jidiš).

## Zgodovina
Območje Kernavė je bilo ob koncu paleolitske dobe redko poseljeno, število naselij pa je v mezolitiku in neolitiku precej poraslo.
Mesto se prvič omenja leta 1279, ko ga je kot glavno mesto velikega vojvode Traidenisa oblegal tevtonski viteški red. Leta 1390 so med litovsko državljansko vojno (1389–1392) mesto in njegove zgradbe v dolini Pajauta, vključno z gradom, vitezi požgali. Po tem napadu mesta niso obnovili, preostali prebivalci so se iz doline preselili na vrh hriba.
Kasneje so ostanke mesta prekrile naplavine, ki so se s časom preoblikovale v mokro šoto. Tako je večina relikvij ostala nedotaknjena, prava zakladnica za arheologe, tako da so nekateri Kernavė dali ime »litovska Troja«. Tako se Kernavė ponaša z najstarejšo znano medgrindo, tajno, z lesom tlakovano podvodno cesto. Cesto so uporabljali za obrambo, izvira iz 4.–7. stoletja.
Leta 1613 je bilo mesto navedeno na znamenitem zemljevidu Velikega vojvodstva Litve – Magni Ducatus Lithuaniae, et Regionum Adiacentium exacta Descriptio, ki ga je litovski magnat Mikalojus Kristupas Radvila Našlaitėlis dal natisniti v Amsterdamu.
Področje je spet postalo predmet širšega zanimanja sredi 19. stoletja, ko ga je romantični pisatelj Feliks Bernatowicz upodobil v svojem romanu Pojata, córka Lizdejki ('Pajauta, hči Lizdeike', Varšava, 1826). Okope sta kmalu izkopala brata Tyszkiewicz in nato Władysław Syrokomla (1859). Po drugi svetovni vojni je z izkopavanji leta 1979 znova začela univerza v Vilni leta 1979, nato pa med letoma 1980–1983 še Litovski inštitut za zgodovino. Državni kulturni rezervat Kernavė so ustanovili leta 2003.

## Arhitektura

### Cerkev
Ob današnji cerkvi so ostanki dvorišča njene starejše predhodnice iz leta 1739. To leseno cerkev so leta 1935 preselili v Krivonys. Betonski spomenik s križem so postavili leta 1930 med praznovanjem 500-letnice smrti Vytautasa; spominja na leta 1420 zgrajeno cerkev Vytautas.
V okolici starodavnih cerkva so od 15. do 19. stoletja pokopavali prebivalce Kernave. V bližini stojita dve kapeli. Lesena kapela je primer ljudske arhitekture. Menijo, da je bila zgrajena konec 13. stoletja na posestvu Kernavelė in kasneje preseljena na sedanje mesto. Konec 19. stoletja so cerkev uporabljali kot skladišče. Leta 1920 so zgradili novo cerkev, kapela pa je propadala, saj ni bila več del cerkve. Leta 1959 so jo popravili, v letih 1993–1994 pa obnovili. Stavba pripada župniji Kernavė. V njej si lahko obiskovalec ogleda razstavo lesenih cerkvenih skulptur.
Opečna kapela iz 19. stoletja je mavzolej družine Romer. Zgradil jo je lastnik parcele Stanisław Romer v letih 1851–1856. Kapela je zgrajena iz opeke in mavca in je primer poznega klasicizma. Majhna zgradba ima osmerokoten tloris, kar je za klasicizem nenavadno. Odprtina v tleh vodi do kripte s krstami, zazidanimi v niše. V kapeli se je ohranil oltar, zgrajen iz kamnov. Ob stranskih stenah so črne klopi. Na stenah so pritrjene spominske plošče z grbom in imeni članov družine Romer. Po prvi svetovni vojni so kapelo zanemarili, popravili pa v letih 1959 in 1987. Trenutno je kapela skrb župnije Kernavė.
Obe kapeli sta v arheološkem in zgodovinskem rezervatu Kernavė. Današnja cerkev je bila zgrajena v letih med 1910 in 1920. V arhitekturi prevladujejo neogotski elementi.
V 1980-ih so na pobudo monsinjorja Česlovasa Krivaitisa popravili dvorišče cerkve, zgradili nova vrata ter obnovili oltar in notranjost. Cerkveno dvorišče krasi križev pot, ki ga je izdelala umetnica Jadvyga Grisiūtė. Na cerkvenem dvorišču sta dva spomenika, zgrajena v spomin na 600. obletnico krščanstva in 700. obletnico prve omembe imena Kernavė v pisnih virih. Prvi spomenik kaže ognjišče in meč, prehod iz poganstva v krščanstvo ; drugi pa viteza z mečem, ki stoji v mestnih vratih sredi mestnega grba. Oba spomenika sta na temeljih iz mlinskih kamnov. Grob duhovnika, pisatelja in zgodovinopisca kraja Nikodemasa Švogžlys-Milžinas je poleg spomenika 700-letnici Kernavėja.
V cerkvi je videti nekaj dragocenih umetnin. Omeniti je vredno oltar, dve sliki, dve skulpturi, majhen oltar, steklo in zvon. V stranski ladji je neobaročni oltar. Mariji na oltarju stojita ob strani sveti Peter in sveti Pavel. Pet manjših skulptur upodablja Marijo, dva angela in dva svetnika. Vse skulpture so v baročnemu slogu. Barvni arhitekturni detajli na oltarju so imitacija marmorja s posameznimi vstavki iz brona.
Na oltarju v glavni ladji je slika Marija Škaplierinė (olje na platnu, kovina). Nastala je leta 1816 in prikazuje Marijo in otroka, boga očeta in svetega duha. Slika Sveta družina (olje na platnu, 143 × 104 cm) izvira iz 18. stoletja in prikazuje Marijo z otrokom in jagnjetom. V ozadju je sveti Jožef, nad njimi angeli. Kompozicija je je asimetrična iz več perspektivnimi črtami.
Druga umetniška dela vključujejo majhen oltar iz začetka 19. stoletja, dva keliha iz začetka 19. stoletja, kelih iz začetka 18. stoletja in zvon iz 17. stoletja. Zvon je iz medenine, 45 cm v premeru, odlit v Vilni leta 1667. V 1980-ih so po prizadevanjih monsinjorja Ceslovasa Krivaitisa zgradili netradicionalni prezbiterij in očistili okolico.
V prezbiteriju je razstava o življenju župljanov z zgodovinskimi in verskimi relikvijami. Leta 1987 so v stari stavbi prezbiterija odprli muzej zakramentalnih predmetov. V župnijski dvorani je bila obnovljena predvojna skulptura železnega volka. Kulturne dejavnosti cerkve veliko prispevajo k splošnemu zgodovinskemu in kulturnemu življenju Kernavė. Širok pločnik vodi od središča kraja k cerkvi. Državni arheološki zgodovinski muzej Kernavė in okrožni urad sta se preselila v kulturno središče (arhitekt A. Alekna).

### Osnovna šola
Osnovna šola Kernavė je dvonadstropna stavba, zgrajena leta 1929. Tu je 28. decembra 1930 učitelj J. Šiaučiūnas odprl prvo razstavo muzeja. Svoje življenje je posvetil izobraževalnemu in kulturnemu delu na tej šoli vse do 14. junija 1941, ko ga je sovjetska oblast deportirala. Umrl je v Sibiriji 17. oktobra 1943. Od leta 1998, ko so OŠ Kernavė popravili in obnovili, nosi šola njegovo ime. Leta 1999 sta šola in leta 2000 muzej Kernavė praznovala 70. obletnico ustanovitve. Stara arhitektura kraja je najbolje ohranjena ob ulicah v Vilno in Kriveikiškio. V središču mesta so stavbe v glavnem iz povojnega obdobja. Južno od mesta se nahaja Arheološki in zgodovinski rezervat.

## Turistične informacije
Turisti lahko najdejo najnovejše informacije o dogodkih in okoliških turističnih znamenitostih v turističnem informacijskem uradu Kernavė. Poleti Kernavė zaživi. Organizirajo se praznovanja in ljudski festivali. Že več kot 20 let potekajo arheološke prireditve, v katerih sodelujejo litovski in tuji arheologi, študentje in šolarji.
Kernavė je znan tudi po svojih tradicionalnih festivalih Rasa. Že leta 1967 je skupina univerzitetnih študentov izvedla prvi festival Rasa, ki je pozneje postal tradicionalen. Nekaj desetletij to ni bil samo način, kako očistiti srce in dušo, temveč tudi protest proti poniževanju nacionalne zavesti in vsiljevanju sovjetskih tradicij. Poskusi festival prepovedati niso uspeli.
Kernavė je znan po praznovanjih dneva kronanja Mindaugasa 6. julija. Na ta dan prirejajo festival, na katerem se predstavljajo pristne srednjeveške obrti, vojne igre in ljudska glasba. Obrtniki iz Baltika in sosednjih držav so redni udeleženci festivala.